# Mogneville
Mogneville é uma comuna francesa na região administrativa de Altos da França, no departamento de Oise. Estende-se por uma área de 3,91 km². Em 2010 a comuna tinha 1 531 habitantes (densidade: 391,6 hab./km²).